# КТ315
КТ315 — це радянський / російський кремнієвий високочастотний біполярний транзистор малої потужності n-p-n-провідності. Випускався у пластиковому корпусі КТ-13 жовтого та помаранчевого кольорів з гнучкими виводами. Надалі став випускатися в корпусі КТ-26 (аналог TO92) чорного кольору.
Відносна дешевизна та хороші підсилювальні властивості, зробили його дуже популярним у СРСР. Він широко використовувався в радянській радіотехніці та серед радіоаматорів. Продовжує випускатися і далі в Росії та Білорусі, але вже у новому корпусі. Проте його виробництво скорочується через використання в електроніці більш сучасних технологій.

## Історія

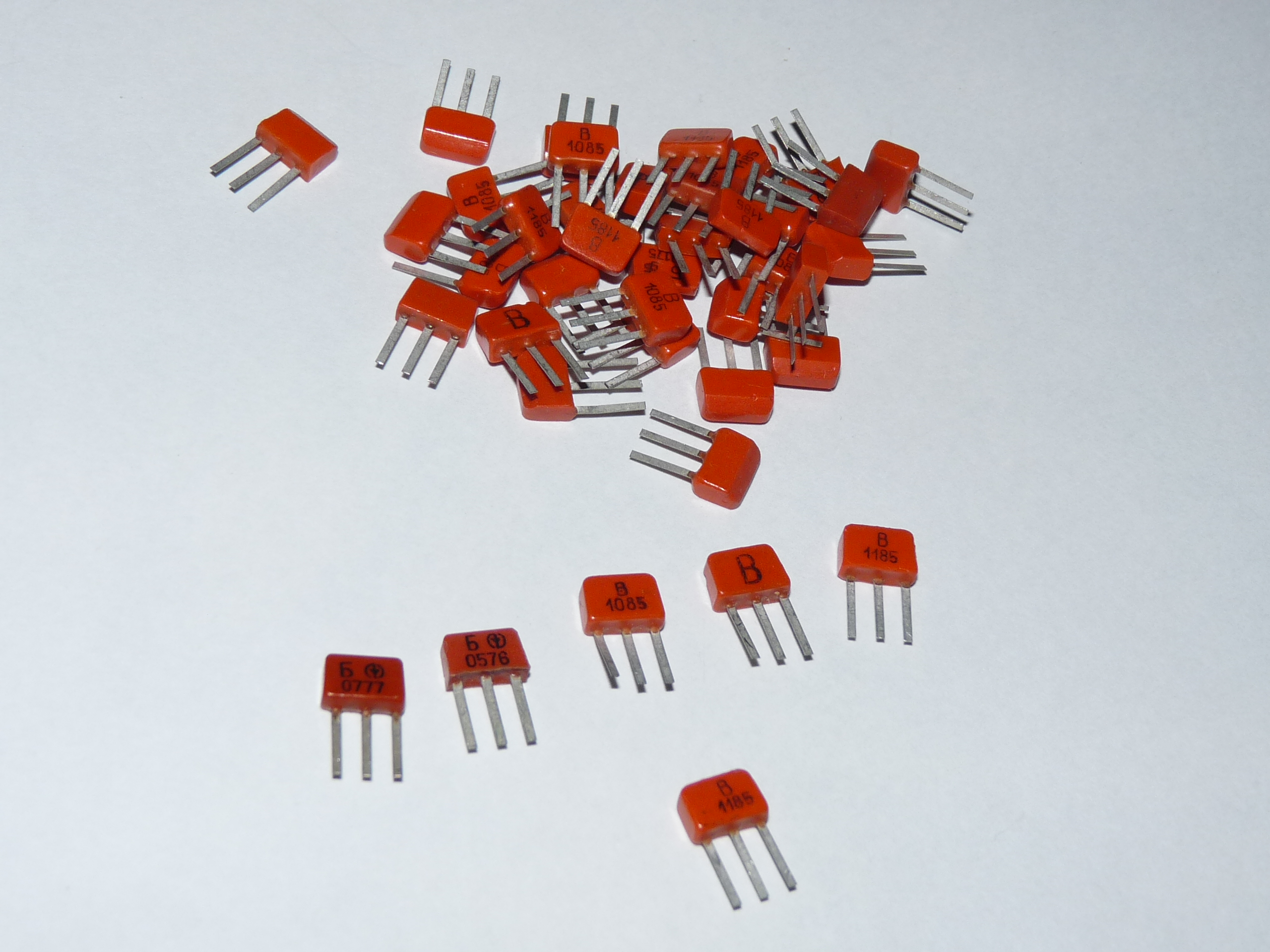
КТ315 і КТ361

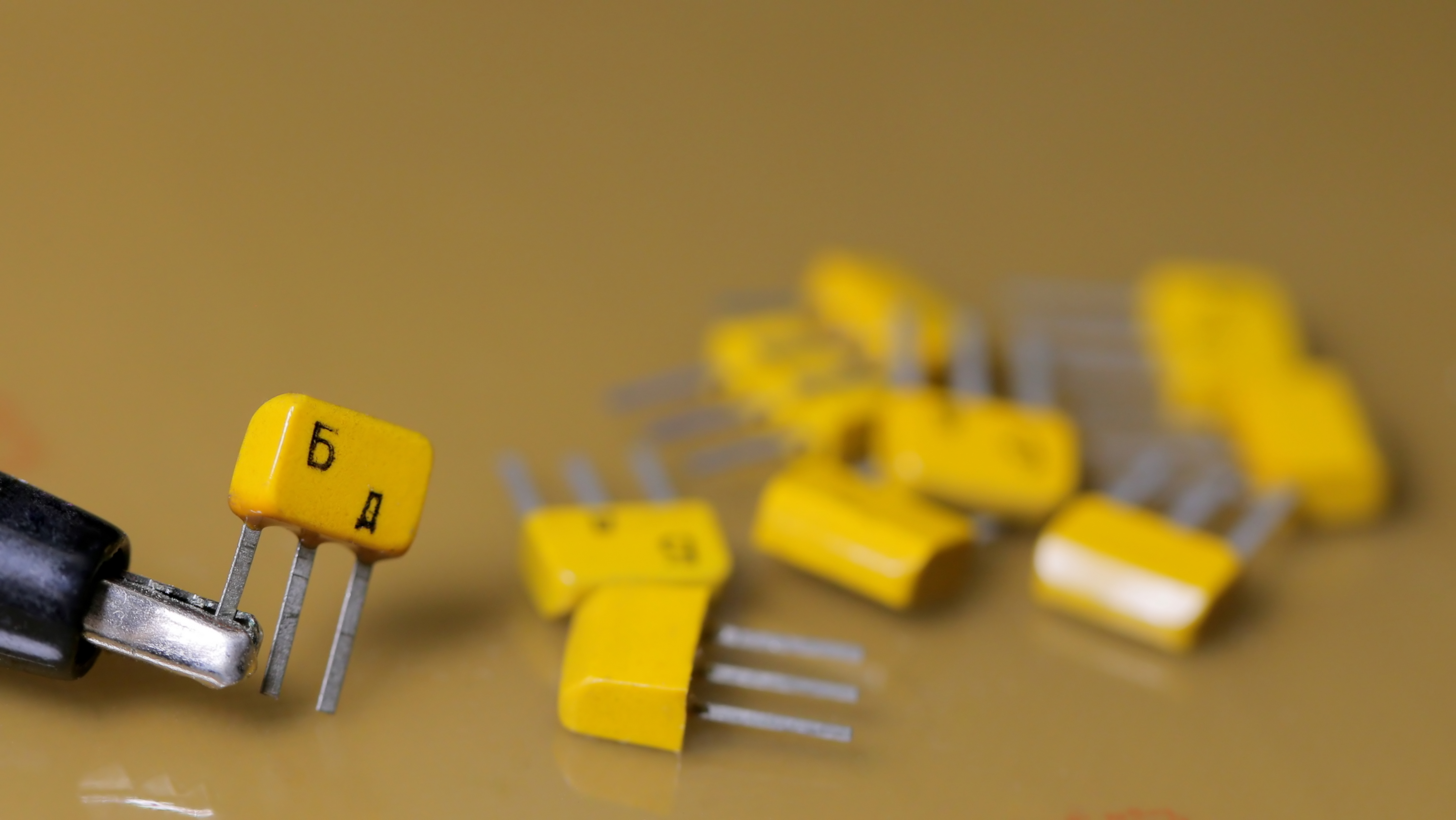
КТ315

У 1966 році А. І. Шокін прочитав в журналі «Electronics» про розробку в США транзистора, який був технічно пристосований для масового виробництва — з використанням методу збирання на безперервній стрічці на магнітних накопичувальних барабанах. Розробкою транзистора і обладнанням для виробництва зайнявся НДІ «Пульсар», Фрязинський напівпровідниковий завод і його дослідно-конструкторське бюро.

Вже у 1967 році було підготовлено виробництво для масового випуску транзисторів, а в 1968 році були випущені перші електронні пристрої на базі КТ315.
КТ315 був першим масовим транзистором з кодовим маркуванням в мініатюрному пластмасовому корпусі КТ-13. На ньому в лівому верхньому кутку плоскої сторони ставилася буква, що відповідала групі, у правому верхньому кутку міг бути логотип заводу-виробника, а нижче іноді вказувалася дата виробництва. Через декілька років в корпусі КТ-13 почали випускати транзистор p-n-p провідності КТ361. На відміну від КТ315 буква, що позначала групу, ставилася всередині верхньої частини плоскої частини корпусу, іноді в обрамленні двох дефісів зліва і справа.

В подальшому КТ315 почали випускати в корпусі КТ-26 (аналог TO-92). Транзистори в цьому корпусі отримали додаткову «1» в своєму позначенні, наприклад КТ315Г1.

Розробку КТ315 було відзначено у 1973 році Державною премією СРСР.

Транзистор КТ315 випускається підприємствами: ЗАТ «Кремній» РФ м. Брянськ, СКБ «Елькор» РФ м. Нальчик, завод НДІПП РФ м. Томськ, АТ "Елекс" РФ м. Олександрів Володимирська область, завод «Транзистор» Республіка Білорусь м. Мінськ.

Транзистор раніше випускався підприємствами: «Електроприлад» РФ. м. Фрязіно, «Кварцит» РФ м. Орджонікідзе, ВО «Елькор» РФ м. Нальчик, НДІВП РФ м. Томськ, ВО «Електроніка» РФ м. Воронеж, «Континент» Україна м. Зеленодольськ, «Квазар» Україна м. Київ.

У 1970 році виробництво транзисторів КТ315 також було налагоджено у Польщі на підприємстві Unitra CEMI. Однак компанія збанкрутувала у 1990 році.

До кінця існування СРСР загальна кількість випущених транзисторів КТ315 перевищила 7 мільярдів.

## Застосування
КТ315 використовувалися переважно у схемах підсилювачів високої, проміжної та низької частоти в радіоелектронній апаратурі цивільного призначення.

Для комп'ютерів, кольорових телевізорів, аудіоапаратури найвищого класу, та верстатів з ЧПК випускалися транзистори підвищеної надійності, в маркуванні яких поруч із літерою була крапка.

## Технологія
Транзистори такого типу стали першими у СРСР, що були виготовлені за планарною технологією. Ця технологія передбачає, що всі структури транзистора утворюються з одного боку, вихідний матеріал має тип провідності, як у колектора, в ньому спочатку формується базова область, а потім у ній — емітерна. Ця технологія була освоєна радянською радіоелектронною промисловістю, як щабель до виготовлення інтегральних мікросхем без діелектричної підкладки. До появи КТ315 низькочастотні транзистори виготовлялися за «Сплавною» технологією, а високочастотні — за дифузійною.
Співвідношення параметрів, досягнуте в КТ315, було проривом на час його появи. Так, наприклад, він перевершував сучасний йому германієвий високочастотний транзистор ГТ308 за потужністю в 1,5 рази, за граничною частотою в 1,4 рази, за максимальним струмом колектора в 3 рази, і при цьому був дешевшим. Він міг замінити і низькочастотні МП37, при рівній потужності перевершуючи їх за коефіцієнтом передачі струму бази, максимальним імпульсним струмом і володіючи кращою температурною стабільністю. Кремній як матеріал дозволяв цьому транзистору десятки хвилин працювати на помірних струмах навіть при температурі плавлення припою — з погіршенням характеристик, але без виходу з ладу.

## КТ361
КТ361 — біполярний транзистор p-n-p провідності. Комплементарний до КТ315, завдяки чому часто використовувався з ним в парі у безтрансформаторних двотактних схемах. Завдяки непоганим технічним характеристикам набув широкого поширення в радянській радіотехніці. Для відмінності від КТ315, літера, що позначає групу, ставилася посередині верхньої частини плоского боку, іноді в обрамленні двох дефісів зліва і справа.

КТ361 та КТ361-1 виготовлялися в корпусі КТ-13. Згодом КТ361 почав випускатися в корпусі КТ-26 (аналог TO92). Транзистори в цьому корпусі отримали додаткові цифри «2» або «3» у своїм позначенні, наприклад, КТ361Г2 або КТ361Г3.

КТ361 випускався підприємствами: ПЗ «Елькор» РФ м. Нальчик, НДІПП РФ м. Томськ, «Елекс» РФ м. Олександрів Володимирська область.

КТ361-2 випускають: ЗАТ «Кремній» РФ м. Брянськ, та завод «Транзистор» Республіка Білорусь м. Мінськ.

КТ361-3 виробляє: завод «Транзистор» Республіка Білорусь м. Мінськ.